# تئوری سامانه‌های پویا
تئوری سامانه‌های پویا یکی از حوزه‌های ریاضیات است که برای توصیف رفتار سامانه‌های پویا ی پیچیده استفاده می‌شود، که معمولاً با استفاده از معادلات دیفرانسیل یا معادلات مختلف بیان می‌شود. هنگامی که معادلات دیفرانسیل استفاده می‌شود، این نظریه به نام سامانه‌های پویای پیوسته نامیده می‌شود. از دیدگاه فیزیکی، سامانه‌های پویا پیوسته تعمیم مکانیک کلاسیک است؛ تعمیمی که در آن معادلات حرکت به‌طور مستقیم فرض می‌شوند و محدودیتی برای صدق کردن در معادلات اویلر-لاگرانژ که از اصل کمترین کنش هستند، ندارد. وقتی معادلات مختلف استفاده می‌شوند، این نظریه سامانه‌های پویای گسسته نامیده می‌شود. هنگامی که متغیر زمان روی مجموعه ای که در برخی از فواصل گسسته و در فواصل دیگر پیوسته‌است حرکت می‌کند یا هر مجموعه ای از زمان دلخواه دیگری مانند مجموعه کانتور، بر اساس یک معادله دینامیکی در مقیاس‌های زمان حرکت می‌کند. بعضی از شرایط نیز ممکن است توسط اپراتورهای مخلوط، مانند معادلات دیفرانسیل و معادلات دیگر، مدل‌سازی شوند.
این تئوری با رفتارهای کیفی و ذات سیستم‌های پویا سروکار دارد و وقتی ممکن باشد راه حل‌های، معادلات حرکت سیستم‌های ذاتاً مکانیکی یا در غیر این صورت فیزیکی را بررسی می‌کند، مثل مدار سیاره‌ها یا رفتار مدارهای الکترونیکی و همچنین سیستم‌هایی که از زیست‌شناسی، اقتصاد یا جاهای دیگر به‌وجود می‌آیند. بیشتر بررسی‌های مدرن بر روی سیستم‌های آشوبی تمرکز دارد.
این رشته همچنین سامانه‌های پویا یا تئوری ریاضیات سامانه‌های پویا نیز خوانده می‌شود

جذب لورنز نمونه ای از یک سامانه پویای غیر خطی است. مطالعه این سامانه کمک کرد تا نظریه آشوب بهبود یابد.

## بررسی اجمالی
نظریهٔ سامانهٔ پویا و نظریه آشوب با رفتار کیفی سامانه پویا در دراز مدت سر و کار دارد. در اینجا تمرکز بر روی پیدا کردن راه حل‌های معادله‌هایی که سامانه‌های پویا را تعریف می‌کنند (که گاهی این کار بی‌نتیجه است) نمی‌باشد، بلکه تمرکز بر روی جواب دادن به سوال‌هایی مانند " آیا سامانه به یک حالت پایدار در دراز مدت می‌رسد و اگر این اتفاق می‌افتد حالت‌های پایدار کدامند؟" یا " آیا رفتارهای سامانه در دراز مدت به حالت اولیهٔ آن بستگی دارد؟" است.
یک هدف مهم تعریف نقاط ثابت یا حالت‌های پایدار یک سامانهٔ پویای داده شده‌است؛ این مقادیر متغیرهایی هستند که در طول زمان تغییر نمی‌کنند. برخی از این نقطه‌های ثابت جذب کننده هستند، به این معنی که اگر سامانه در نزدیکی حالتی شروع به کار کند، به سمت نقطهٔ ثابت همگرا می‌شود.
به‌طور مشابه، سامانه‌های پویا به نقطه‌های تناوبی علاقه دارد، حالاتی از سیستم که بعد از چند مرتبه تکرار می‌شوند. نقاط تناوبی نیز می‌توانند جذب کننده باشند. قضیه شارکوفسکی بیان جالبی دربارهٔ تعداد نقطه‌های تناوبی یک سامانهٔ پویای تک بعدی گسسته دارد.
حتی سامانه‌های پویای غیرخطی ساده نیز گاهی رفتاری به ظاهر تصادفی نشان می‌دهند که آشوب نامیده می‌شود. شاخه ای از سیستم‌های پویا که با تعریف واضح و تحقیق و بررسی آشوب سر و کار دارند را نظریهٔ آشوب می‌نامیم.

## تاریخ
مفهوم نظریه سامانه‌های پویا ریشه در مکانیک نیوتنی دارد. در اینجا، همانند سایر علوم طبیعی و رشته‌های مهندسی، قواعد تکاملی سامانه‌های پویا به‌طور ضمنی توسط یک رابطه ارائه می‌دهیم که وضعیت سامانه را فقط در یک زمان کوتاه به آینده نسبت می‌دهد
قبل از ظهور ماشین‌های محاسباتی سریع، حل یک سامانه پویا نیاز به تکنیک‌های ریاضی پیشرفته داشت و تنها برای یک کلاس کوچک از سامانه‌های پویا می‌توانست انجام شود.
برخی از سخنرانی‌های عالی ریاضی در مورد نظریه سامانه‌های پویا عبارتند از (Beltrami 1990)، (Luenberger 1979)، (Padulo & Arbib 1974) و (Strogatz 1994).

## مفاهیم

### سامانه‌های پویا
مفهوم سامانه‌های پویا، ریاضی سازی هر «قانون» ثابت به‌طور رسمی است که وابستگی زمانی محل یک نقطه در فضای محیطش را وصف می‌کند. مثال‌هایش شامل مدل‌های ریاضی که نوسان آونگ ساعت را نشان می‌دهند، جریان آب در لوله و تعداد ماهی در یک دریاچه در هر بهار هست.
سامانه‌های پویا دارای حالتی هستند که توسط مجموعه ای از اعداد حقیقی تعیین شده یا به‌طور جامع تر توسط جمعی از نقاط در یک فضای حالت مناسب معین می‌شود. تغییرات کوچک در وضع سامانه به تغییرات کوچک در اعداد مربوط است اعداد هم درحقیقت مختصات یک فضای هندسی-یک فضای چندبعدی هستند. قواعد تکامل سامانه‌های پویا قوانیی ثابت هستند که توضیح می‌دهند چگونه وضعیت آینده از وضعیت فعلی پیروی می‌کند. این قانون ممکن است قطعی باشد (برای یک بازه زمانی داده شده فقط یک حالت در آینده از وضعیت فعلی قابل تصور است) یا تصادفی (سیر تکامل این حالت تحت تأثیر شوک‌های تصادفی است)

### پویایی
پویایی، که معمولاً تحت عنوان فرضیه پویا یا فرضیه پویا در علم شناختی یا شناخت پویایی نامیده می‌شود، یک رویکرد جدید در علوم شناختی است که توسط فیلسوفی به نام Tim Van Gelder مثال زده شده‌است. او استدلال می‌کند که معادلات دیفرانسیلی برای مدل‌سازی‌های شناختی از مدل‌های کامپیوتری سنتی بهتر کار می‌کند و منسب تر هستند.

### سامانه غیرخطی
در ریاضیات، سامانه غیر خطی سامانه ای است که خطی نباشد، برای مثال سامانه ای که اصل برهمنهی را نشان نمی‌دهند. به صورت غیر کاربردی تر، سامانه غیر خطی هر گونه مشکلی است که در آن متغیر یا متغیرها که برای حل استفاده می‌شوند قابلیت نوشته شدن به شکل مجموعی از اجزا را ندارند.
سامانه‌های غیر همگن که خطی است نمایش تابعی با متغیرهای مستقل را ندارد، که بر اساس این تعریف سامانه غیرخطی هستند؛ ولی این نوع از سامانه‌ها معمولاً ذیل سامانه‌های خطی مورد مطالعه قرار می‌گیرند چرا که قابلیت تبدیل شدن به سامانه خطی را دارند تا زمانی که راه حل مشخصی برای این تبدیل وجود داشته باشد.

## زمینه‌های مرتبط

### محسبات پویایی‌شناسی
محسبات پویایی‌شناسی که در دهه ۱۹۹۰ به وجود آمد، زمینه ایست که از دو بخش ریاضیات، سامانه‌های پویا و نظریه اعداد تشکیل شده‌است. از نظر کلاسیک، سامانه‌های گسسته، مربوط به مطالعه تکرار نگاشت صفحه مختلط به خودش یا خط حقیقی است. به مطالعه خواص نظری عددی عدد صحیح، عقلانی، p –adic یا اعداد جبری با استفاده از تکرار یک عملکرد چندجمله ای یا منطقی، دینامیک ریاضی می‌گویند.

### نظریه آشوب
نظریه آشوب رفتار سیستم‌های دینامیکی خاصی را توصیف می‌کند یعنی، سیستم‌هایی که حالات آن‌ها در طول زمان جهش پیدا می‌کند یا اینکه پویایی‌هایی را نشان می‌دهند که بسیار به شرایط اولیه وابسته‌اند (که این موضوع بیشتر به عنوان اثر پروانه‌ای شناخته می‌شود). نتیجه این حساسیت، که خود را در رشد چشمگیر حاصل از اختلالات در شرایط اولیه نشان می‌دهد، رفتار سیستم‌های آشوبی تصادفی به نظر می‌رسد. این اتفاق با وجود این رخ می‌دهد که این سیستم‌ها قطعی هستند، یعنی پویایی آینده آن‌ها کاملاً توسط شرایط اولیه‌شان مشخص شده‌است بدون اینکه هیچ عنصر تصادفی درگیر باشد. به این رفتار آشوب قطعی یا به‌طور ساده‌تر همان آشوب گفته می‌شود.

### سامانه‌های پیچیده
سامانه‌های پیچیده، یک رشته علمی است که خواص عمومی سامانه‌های پیچیدهٔ طبیعی، اجتماعی و علمی را بررسی می‌کند. به این علم تئوری سامانه‌های پیچیده، علم پیچیدگی یا بررسی سامانه‌های پیچیده نیز گفته می‌شود. مشکل اصلی چنین سامانه‌ها، سختی در مدل‌سازی و شبیه‌سازی رسمی آن هاست. از این رو، در زمینه‌های مختلف تحقیق، سامانه‌های پیچیده بر اساس ویژگی‌های مختلف آنها تعریف می‌شوند.
بررسی سامانه‌های پیچیده حیات جدیدی به بخش‌های زیادی از علم بخشیده که در آن‌ها یک استراتژی کاهنده معمول، کارساز نیست. از این رو سامانه پیچیده بیشتر به عنوان یک اصطلاح کلی استفاده می‌شود که شامل یک رویکرد پژوهشی به مشکلات در بسیاری از رشته‌های متنوع است مثل علوم اعصاب، علوم اجتماعی، هواشناسی، شیمی، فیزیک، علوم کامپیوتری، روانشناسی، زندگی مصنوعی، محاسبات تکاملی، اقتصاد، پیش‌بینی زلزله، زیست‌شناسی مولکولی و حتی تحقیقات در مورد خود ماهیت سلول‌های زنده.

### تئوری کنترل
تئوری کنترل یک شاخه بین رشته‌های مهندسی و ریاضیات است که با رفتار سیستم‌های دینامیکی سر و کار دارد.

### نظریه ارگودیک
نظریه ارگودیک یکی از شاخه‌های ریاضیات است که سیستم‌های دینامیکی را با یک اندازه‌گیری غیرمستقیم و مشکلات مرتبط بررسی می‌کند. مشکلات فیزیک آماری انگیزه ای برای توسعه اولیه آن بود.

### آنالیز تابعی
آنالیز تابعی، شاخه ای از ریاضیات و به‌طور خاص از آنالیز است که مربوط به مطالعه فضاهای برداری و اپراتورهای عملگر بر آنهاست. ریشه‌های تاریخی این موضوع در مطالعه فضاهای کاربردی، به ویژه تبدیل توابع، مانند تبدیل فوریه، و همچنین در مطالعه معادلات دیفرانسیل و انتگرال است. این استفاده از لغت «تابعی» به حسابان تغییرات برمی‌گردد که یک تابع که آرگومان آن یک تابع دیگر است را نشان می‌دهد. استفاده از این موضوع به‌طور کلی به ریاضیدان و فیزیکدان ویتو والتررا نسبت داده شده و تأسیس آن عمدتاً به ریاضیدان استیفن باناخ مربوط است.

### سیستم‌های دینامیکی گراف
مفهوم سیستم‌های دینامیکی گراف (GDS) می‌تواند برای ترسیم طیف وسیعی از فرایندهایی که در گراف‌ها یا شبکه‌ها اتفاق می‌افتد استفاده شود. موضوع اصلی که در تجزیه و تحلیل ریاضی و محاسباتی سیستم‌های دینامیکی گراف استفاده می‌شود، این است که خواص ساختاری خود (به عنوان مثال اتصال شبکه) و نتایج دینامیک جهانی که را به هم مرتبط سازند.

### سیستم‌های دینامیکی پیش‌بینی شده
سیستم‌های دینامیکی پیشنهادی یک نظریه ریاضی است که به بررسی رفتار سیستم‌های دینامیکی که راه حل‌ها محدود به یک مجموعه محدود است. این نظم و انضباط اشتراک‌ها و برنامه‌های کاربردی را با هر دو دنیای ایستا از بهینه‌سازی و مشکلات تعادل و دنیای معادلات دیفرانسیل معمولی به اشتراک می‌گذارد. یک سیستم دینامیکی پیش‌بینی شده توسط جریان به معادله دیفرانسیل پیش‌بینی داده شده‌است.

### دینامیک نمادین
دینامیک نمادین عمل مدل‌سازی یک سیستم دینامیکی توپولوژیک یا صاف با یک فضای گسسته‌است که شامل سری‌های بی‌نهایت از نمادهای انتزاعی است، که هر کدام با یک وضعیت سیستم مرتبط است، که توسط انتقال اپراتور با پویایی (تکامل) ارائه شده‌است.

### دینامیک سیستم
پویایی سیستم یک رویکرد برای درک رفتار سیستم‌ها در طول زمان است. این ارتباط با حلقه‌های بازخورد داخلی و تأخیر زمانی است که بر رفتار و وضعیت کل سیستم تأثیر می‌گذارد. [۴] آنچه استفاده از سیستم‌های دینامیکاز روش‌های دیگر برای مطالعه سیستم‌ها متفاوت می‌کند، استفاده از حلقه‌های بازخورد و سهام و جریان است. این عناصر به توصیف این که حتی سیستم‌های به ظاهر ساده به تور تعجب‌برانگیزی غیر خطی هستند کمک می‌کنند

### دینامیک توپولوژیک
دینامیک توپولوژیکی شاخه ای از نظریه سیستم‌های دینامیکی است که در آن خواص کیفی سیستم‌های دینامیکی از لحاظ توپولوژی عمومی مورد مطالعه قرار می‌گیرند.

## برنامه‌های کاربردی

### در توسعه انسانی
در توسعهٔ انسان، نظریهٔ سامانه‌های پویا استفاده می‌شود تا هشت مرحلهٔ رشد روحی و اجتماعی [ارائه شده توسط] اریک اریکسون افزایش یابد و ساده‌سازی شود و یک روش استاندارد برای آزمودن الگوی جهانی توسعهٔ انسان پیشنهاد می‌دهد. این روش بر پایهٔ خود سازمان یافته و خواص فراکتال دنبالهٔ فیبوناچی می‌باشد. با استفاده از مدلسازی ریاضی، یک پروسهٔ طبیعی توسعهٔ انسان در هشت مرحلهٔ زندگی شناسایی شده‌است: دوران نوزادی (۰ تا ۲ سالگی)، دوران خردسالی و نوپایی (۲ تا ۴ سالگی)، دوران ابتدای کودکی (۴ تا ۷ سالگی)، دوران میانهٔ کودکی (۷ تا ۱۱ سالگی)، دوران بلوغ (۱۱ تا ۱۸ سالگی)، دوران جوانی (۱۸ تا ۲۹ سالگی)، دوران میانسالی (۲۹ تا ۴۸ سالگی) و دوران پیری (۴۸ تا ۷۸ سالگی و بالاتر).
با توجه به این طرح، انتقال‌های بین مرحله ای و در بین فاصله‌های سنی فرایند خودآموزی را در چند مرحله (مانند مولکول‌ها، ژن‌ها، سلول، اندام، سیستم اندامی، ترکیب اندام‌ها، رفتار و محیط) نشان می‌دهد. برای مثال در انتقال بین مرحله ای از بلوغ به جوانی، و بعد از رسیدن به سن بحرانی ۱۸ سالگی (در دوران جوانی)، بیش‌ترین مقدار تستوسترون در مردان دیده می‌شود و دورهٔ باروری مطلوب در زنان آغاز می‌شود. به‌طور مشابه، در سن ۳۰ سالگی باروری مطلوب در زنان آغاز به کاهش یافتن می‌کند، و در انتقال بین مرحله ای از میانسالی به پیری در سن ۴۸ سالگی، میانگین سن یائسگی آغاز می‌شود.
این رویدادها جذب زیستی‌های فیزیکی افزایش سن از منظر مدلسازی ریاضی فیبوناچی و نظریهٔ سامانه‌های پویا هستند. در شرایط عملی، پیشبینی در توسعهٔ انسانی به همان شکل آماری ای امکان‌پذیر می‌شود که میانگین دما یا بارش در زمان‌های مختلفی از سال می‌توانند برای پیشبینی آب و هوا مورد استفاده قرار گیرند. هر یک از مراحل پیش تعیین شدهٔ توسعهٔ انسانی، به دنبال الگوی زیستی اپی ژنتیکی بهینه و مطلوب است. این پدیده می‌تواند با استفاده از به وقوع پیوستن اعداد فیبوناچی در DNA زیستی و ویژگی‌های خودآموزی اعداد فیبوناچی که به نسبت طلایی همگرا هستند، توضیح داد شود.

### در بیومکانیک
در بیومکانیک و به‌طور ویژه بیومکانیک ورزشی، تیوری سیستم‌های حرکتی با علم حرکت‌شناسی درآمیخته شده تا یک مدل قابل اعتماد برای بررسی و مدل‌سازی کارایی ورزشکاران حاصل شود. از دیدگاه سیستم‌های حرکتی، سیستم حرکت بدن انسان یک سیستم بسیار پیشرفته است که حاصل در هم آمیزی سیستم‌های وابسته همکار (سیستم تنفس، گردش خون، اعصاب، ماهیچه، ادارکی) که خود حاصل همکاری تعداد زیادی مهرهای‌های همکار هستند (به مانند سلول‌های خونی، مولکول اکسیژن، بافت ماهیچه ای، آنزیم‌های متابولیسم، بافت پیوندی و استخوان)
در تیوری سیستم‌های حرکتی، الگوهای حرکتی به وسیله رویه‌هایی مخصوص هر تیره که در سیستم‌های فیزیکی و فیزیولوژی قابل بررسی هستند به وجود می‌آیند.
هیچ اعتبار سازی برای کاربرد مفهومی این مدل‌سازی تا به حال ثبت نشده.

### در علم شناختی
در علوم شناختی، تئوری سیستم دینامیکی در زمینه علوم اعصاب و توسعه شناختی به ویژه در نظریه‌های نوپایژیتی در حوزهٔ توسعه شناختی اعمال شده‌است. اعتقاد بر این است که برای نشان دادن توسعه شناختی بهتر است از نظریه‌های فیزیکی به جای نظریه‌های مبتنی بر علم نحو و هوش مصنوعی استفاده شود. همچنین اعتقاد بر این است که معادلات دیفرانسیل مناسب‌ترین ابزار برای مدل‌سازی رفتار انسان است. این معادلات تفسیر شده‌اند تا مسیر یابی شناختی یک عامل را از طریق حالت فضایی نشان دهند. به عبارت دیگر، دینامیست‌ها معتقدند که روانشناسی توصیف شناخت‌ها و رفتارهای یک عامل تحت برخی فشارهای محیطی و داخلی است که توصیف آن باید از طریق معادلات دیفرانسیل انجام شود. زبان تئوری هرج و مرج نیز بعضاً برای این کار انتخاب می‌شود.
در آن، ذهن یادگیرنده به یک حالت عدم تعادل می‌رسد که باعث از بین رفتن الگوهای قدیمی ذهنی او می‌شود. این فاز انتقال پیشرفت شناختی است. خود-ساز (ایجاد خود به خود اشکال منسجم و مرتبط) به عنوان سطح فعالیت‌های مرتبط به یکدیگر تنظیم می‌شود. ساختارهای ماکروسکوپی و میکروسکوپی تازه تشکیل شده از یکدیگر پشتیبانی می‌کنند و سرعت پردازش را افزایش می‌دهند. این پیوندها ساختار حالتی جدیدی از نظم را در ذهن از طریق یک فرایند به نام اسکالوپینگ (ایجاد و تثبیت عملکرد پیچیده به صورت تکراری) ایجاد می‌کنند. این حالت جدید، پیشرونده، گسسته، خاص و غیرقابل پیش‌بینی است.
تئوری سیستم‌های پویا به تازگی مورد استفاده قرار گرفته شده‌است تا یک مشکل قدیمی بدون پاسخ در توسعه رفتار کودک به عنوان خطای (A-not-B) را توضیح دهد.

### در توسعه زبان دوم
کاربرد نظریه سیستم‌های پویا برای مطالعه زبان دوم به افتخار دایان لارسن فریمناست کسی که مقاله ای در سال ۱۹۹۷ منتشر کرد و در آن ادعا کرد که یادگیری زبان دوم باید به عنوان یک فرایند تکاملی که شامل تضعیف زبان و همچنین یادگیری زبان است، مورد توجه قرار گیرد. در مقاله او ادعا کرد که زبان باید به عنوان یک سیستم پویا، پویا، پیچیده، غیر خطی، دارای هرج و مرج، غیرقابل پیش‌بینی، حساس به شرایط اولیه، باز، خود سازمانده، حساس به بازخورد و سازگار باشد.